# 用户体验设计
使用者体验设计（英語：User Experience Design），是以使用者为中心的一种设计手段，以使用者需求为目标而进行的设计。设计过程注重以使用者为中心，使用者体验的概念从开发的最早期就开始进入整个流程，并贯穿始终。其目的就是保证：
1. 对使用者体验有正确的预估
2. 认识使用者的真实期望和目的
3. 在功能核心还能够以低廉成本加以修改的时候对设计进行修正
4. 保证功能核心同人机界面之间的协调工作，减少BUG。

構成要素
使用者体验設計涵蓋了互動設計、資訊建構、使用者調查與其他學科領域，也被定義為最終傳達給使用者的整體體驗。
用户體驗(UX)不只會局限於美學形的設計，應用在商業策劃的層面更廣，工作性質上也分為UI及UX，UI是指負責界面設計的工作，UX是指用户研究(user research)，工序上是先做好UX，再進行UI。